# Isla Júpiter (Florida)
Isla Júpiter es un pueblo ubicado en el condado de Martín en el estado estadounidense de Florida. En el Censo de 2010 tenía una población de 817 habitantes y una densidad poblacional de 87,79 personas por km².

## Geografía
Isla Júpiter se encuentra ubicado en las coordenadas 27°1′50″N 80°6′8″O / 27.03056, -80.10222. Según la Oficina del Censo de los Estados Unidos, Isla Júpiter tiene una superficie total de 9.31 km², de la cual 6.97 km² corresponden a tierra firme y (25.05%) 2.33 km² es agua.

## Demografía
Según el censo de 2010, había 817 personas residiendo en Isla Júpiter. La densidad de población era de 87,79 hab./km². De los 817 habitantes, Isla Júpiter estaba compuesto por el 94.37% blancos, el 2.2% eran afroamericanos, el 0.24% eran amerindios, el 2.57% eran asiáticos, el 0% eran isleños del Pacífico, el 0.61% eran de otras razas y el 0% pertenecían a dos o más razas. Del total de la población el 6.85% eran hispanos o latinos de cualquier raza.

## Historia
En 1931, Joseph Pryor y Permelia Pryor Reed eran propietarios de la totalidad de Jupiter Island. Vendieron tierras solo a Skull and Bones. Permelia Reed era representante de la isla cuando George H. W. Bush fue nombrado Presidente de los Estados Unidos  Presidente en 1989. En reconocimiento a sus nexos el presidente Bush nombró al hijo de Permelia, Joseph Reed Jr., jefe de protocolo del Departamento de Estado de los Estados Unidos, a cargo de los convenios privados con dignatarios extranjeros. Averell Harriman hizo de Jupiter Island en 1940 el Cuartel General del aparato de Seguridad de USA. Esta isla comenzó a ser probablemente el lugar más secreto de USA este vecindario comenzó a ser el más exclusivo en 1946-48

## Residentes notables
Los jugadores profesionales de golf Gary Player, Tiger Woods y Nick Price viven en Jupiter Island, así como los cantantes Celine Dion y  Alan Jackson. Richard Lerner, químico de investigación, empresario, Presidente y CEO de  The Scripps Research Institute mantiene un hogar en la comunidad. El editorialista Nelson Doubleday es un visitante de verano. El dueño de los Baltimore Ravens,  Stephen Bisciotti también. Burt Reynolds es un bien conocido residente. El expresidente George H. W. Bush es quizás el residente más famoso. Sam Pryor tiene una propiedad.

## Antiguos residentes
- Prescott Bush[6]
- George Herbert Walker, Jr (El "tio" Herbie)[6]
- Averell Harriman[6]
- Robert Lovett[6]
- Charles Payson y su esposa, Joan Whitney Payson.[6]
- John Hay Whitney,[6] dueño de Freeport Sulphur[6] que fue la Empresa más perjudicada por Fidel Castro en Cuba y Jefe de Clay Shaw y de David Ferrie.[6]
- Walter Carpenter, Jr. presidente del comité de Finanzas de la Du Pont  (1930-1940).[6]
- Paul Mellon, heredero de la fortuna de los Mellon.[6]
- Carl Tucker produce equipos de guía electrónica para la Marina de los Estados Unidos y es dueño junto a los Mellon de la mayor parte del petróleo sudamericano.[6]
- Nelson Doubleday[6]
- George Merck, Presidente de Merck & Co.[6] que supervisó el germen de la guerra biológica de los Estados Unidos durante la Segunda Guerra Mundial en Fort Detrick.
- A.L. Cole Director Ejecutivo de Readers Digest.[6]